# 22-я церемония «Грэмми»
22-я церемония вручения премий «Грэмми» состоялась 27 февраля 1980 года в Shrine Auditorium, Лос-Анджелес.

## Основная категория
- Запись года
  - Ted Templeman (продюсер) и The Doobie Brothers за песню «What a Fool Believes»
- Альбом года
  - Фил Рамон (продюсер) и Билли Джоэл за альбом «52nd Street»
- Песня года
  - Кенни Логгинс и Michael McDonald (авторы) за песню «What a Fool Believes» в исполнении группы The Doobie Brothers
- Лучший новый исполнитель
  - певица Рики Ли Джонс (другие номинанты: The Blues Brothers, Dire Straits, The Knack, Робин Уильямс)

## Диско

### Лучшая диско-запись
- Глория Гейнор — «I Will Survive»

## Поп

### Лучшее женское вокальное поп-исполнение
- Дайон Уорвик — «I’ll Never Love This Way Again»

### Лучшее мужское вокальное поп-исполнение
- Билли Джоэл — «52nd Street»

## Рок-музыка

### Лучший женский рок-вокал
- Донна Саммер — «Hot Stuff»

### Лучший мужской рок-вокал
- Боб Дилан — «Gotta Serve Somebody»

### Лучшая рок-группа
- The Eagles — «Heartache Tonight»

## R&B

### Лучшее женское вокальное R&B-исполнение
- Дайон Уорвик — «Déjà Vu»

### Лучшее мужское вокальное R&B-исполнение
- Майкл Джексон — «Don't Stop 'til You Get Enough»

## Джаз

### Лучшее инструментальное джаз-соло
- Оскар Питерсон — «Jousts»

### Best Jazz Instrumental Performance, Big Band
- Дюк Эллингтон — «Duke Ellington at Fargo, 1940 Live»

## Кантри

### Лучшее женское кантри-исполнение
- Эммилу Харрис — «Blue Kentucky Girl»

### Лучшее мужское кантри-исполнение
- Кенни Роджерс — «The Gambler»

### Лучшее вокальное исполнение кантри дуэтом или группой[англ.]
- The Charlie Daniels Band — «The Devil Went Down to Georgia»

### Лучшее инструментальное исполнение кантри[англ.]
- Doc Watson & Merle Watson — «Big Sandy/Leather Britches»

### Лучшая кантри-песня
- Debbie Hupp & Bob Morrison (авторы) — «You Decorated My Life» (Кенни Роджерс)

## Лучший разговорный альбом

### Best Spoken Word, Documentary or Drama Recording
- Джон Гилгуд за запись «Ages of Man — Readings From Shakespeare»

## Лучший саундтрек
- Лучший саундтрек для визуальных медиа — «Супермен» (саундтрек к фильму 1978 года), автор Джон Уильямс